# Montauban-de-Picardie
Montauban-de-Picardie är en kommun i departementet Somme i regionen Hauts-de-France i norra Frankrike. Kommunen ligger i kantonen Combles som tillhör arrondissementet Péronne. År 2022 hade Montauban-de-Picardie 216 invånare.

## Befolkningsutveckling
Antalet invånare i kommunen Montauban-de-Picardie
| Referens: INSEE |